# Верколье, Николас
Николас Верколье (нидерл. Nicolaas Verkolje; 11 апреля 1673, Делфт, графство Голландия — 21 января 1746, Амстердам, графство Голландия) — голландский живописец и гравёр, мастер меццо-тинто, «Золотого века голландского искусства».

## Биография

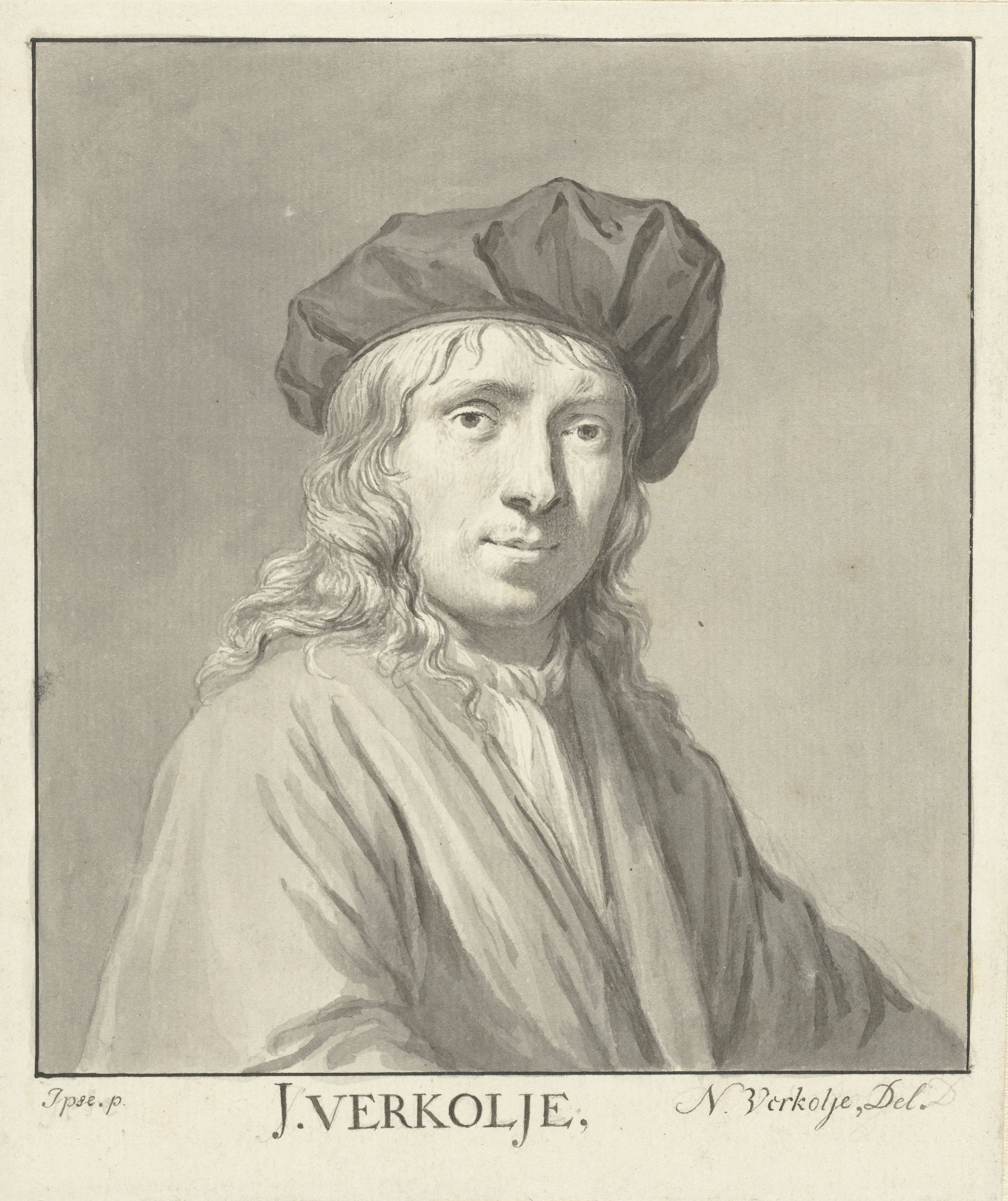
Гравированный портрет Николаса Верколье в молодости, работы его отца, Яна Верколье, Амстердам, Рейксмюсеум.

Старший сын живописца Яна Верколье, члена гильдии Святого Луки (гильдии художников) Делфта. Учился живописи у отца. После смерти отца, в возрасте примерно 21 года переехал в город Амстердам, где открыл собственную живописную мастерскую. Был женат, имел троих детей. При жизни был признанным и успешным живописцем.
В старости тяжело болел, в частности, потерял слух. Скончался в Амстердаме и был похоронен в «Южной церкви» Зёйдеркерк, связанной также с именем Рембрандта.
Сохранившееся творческое наследие Верколье состоит приблизительно из пятидесяти портретов, тридцати исторических и двадцати жанровых картин, а также десятков гравюр, выполненных в технике меццо-тинто. Им был написан, в частности, один из прижизненных портретов Петра I, который ныне хранится в коллекции музея Москвы.
Работы Верколье также хранятся в коллекциях Лувра, Эрмитажа и ряда других музеев.

## Галерея

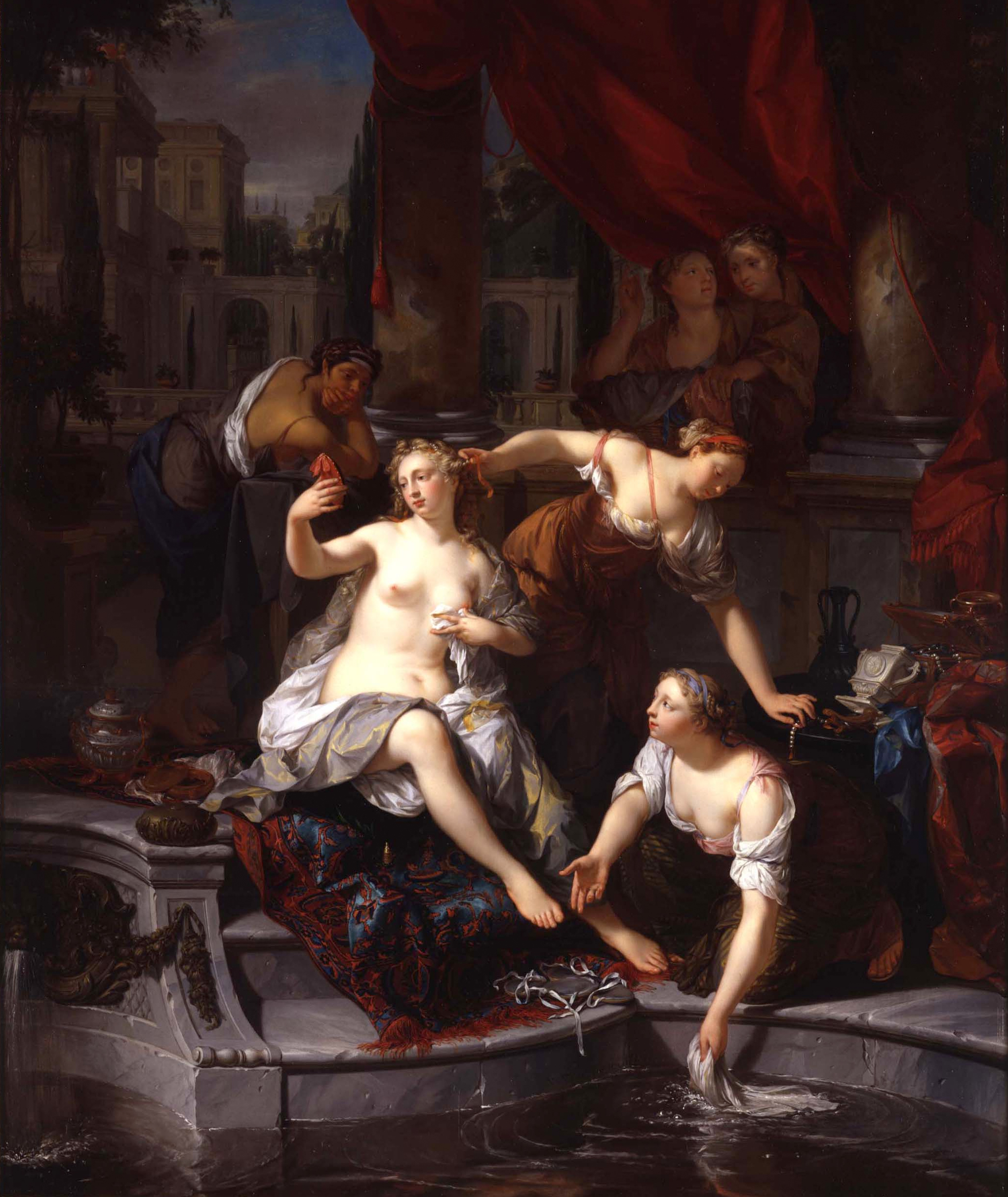
Давид, наблюдающий за Вирсавией. Частное собрание.
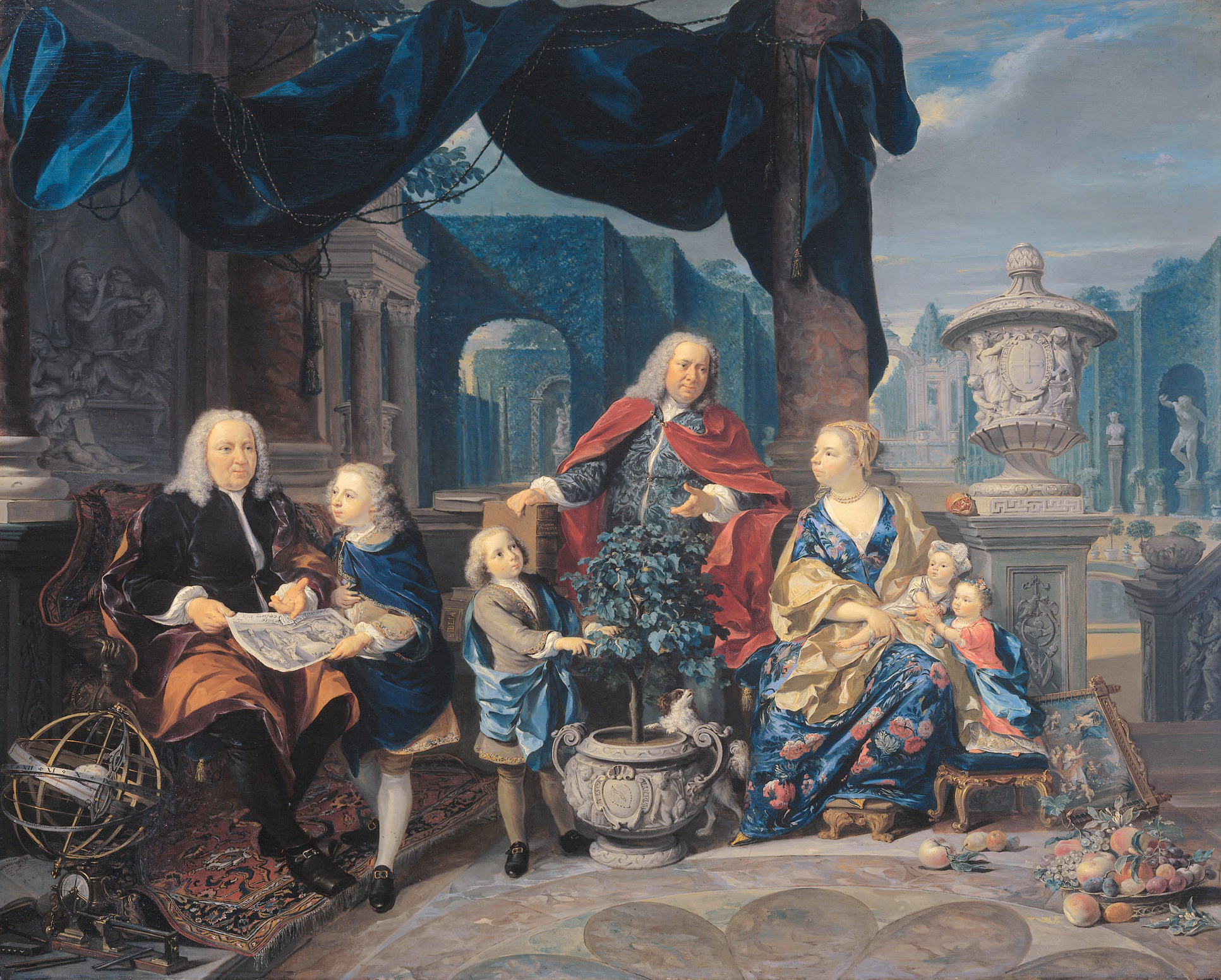
Портрет Давида ван Моллема и Якоба Сидервельта с их семьями. Государственный музей Твенте, Энсхеде, Нидерланды (запасники).
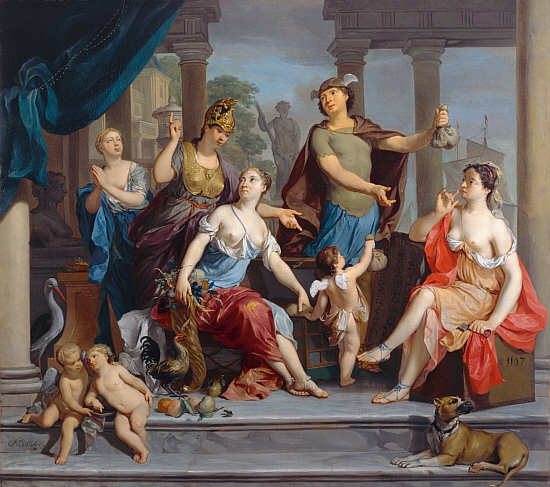
Аллегория процветания Голландии. Частное собрание.
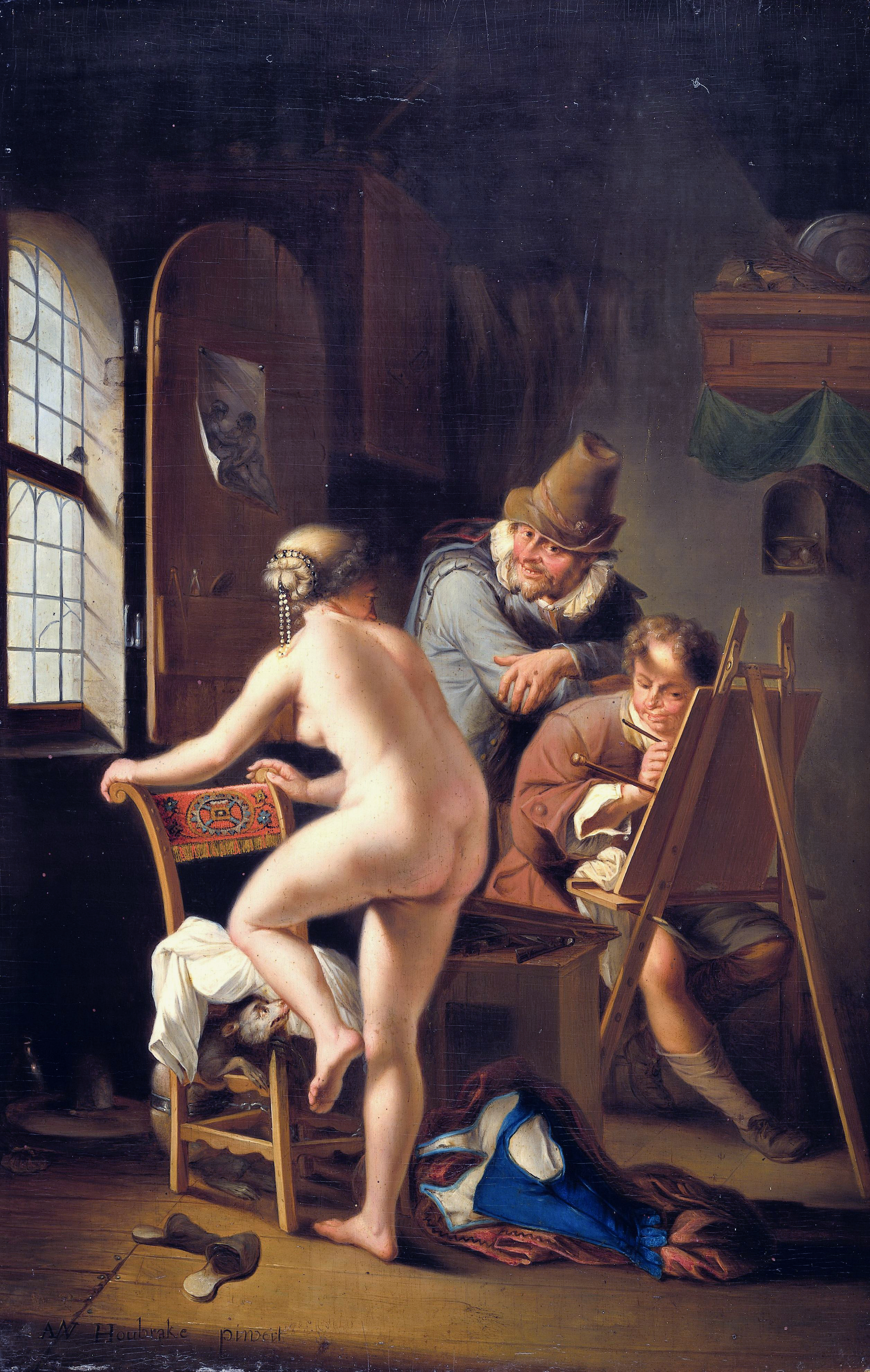
Художник и его модель. Государственный музей Твенте, Энсхеде, Нидерланды (запасники).
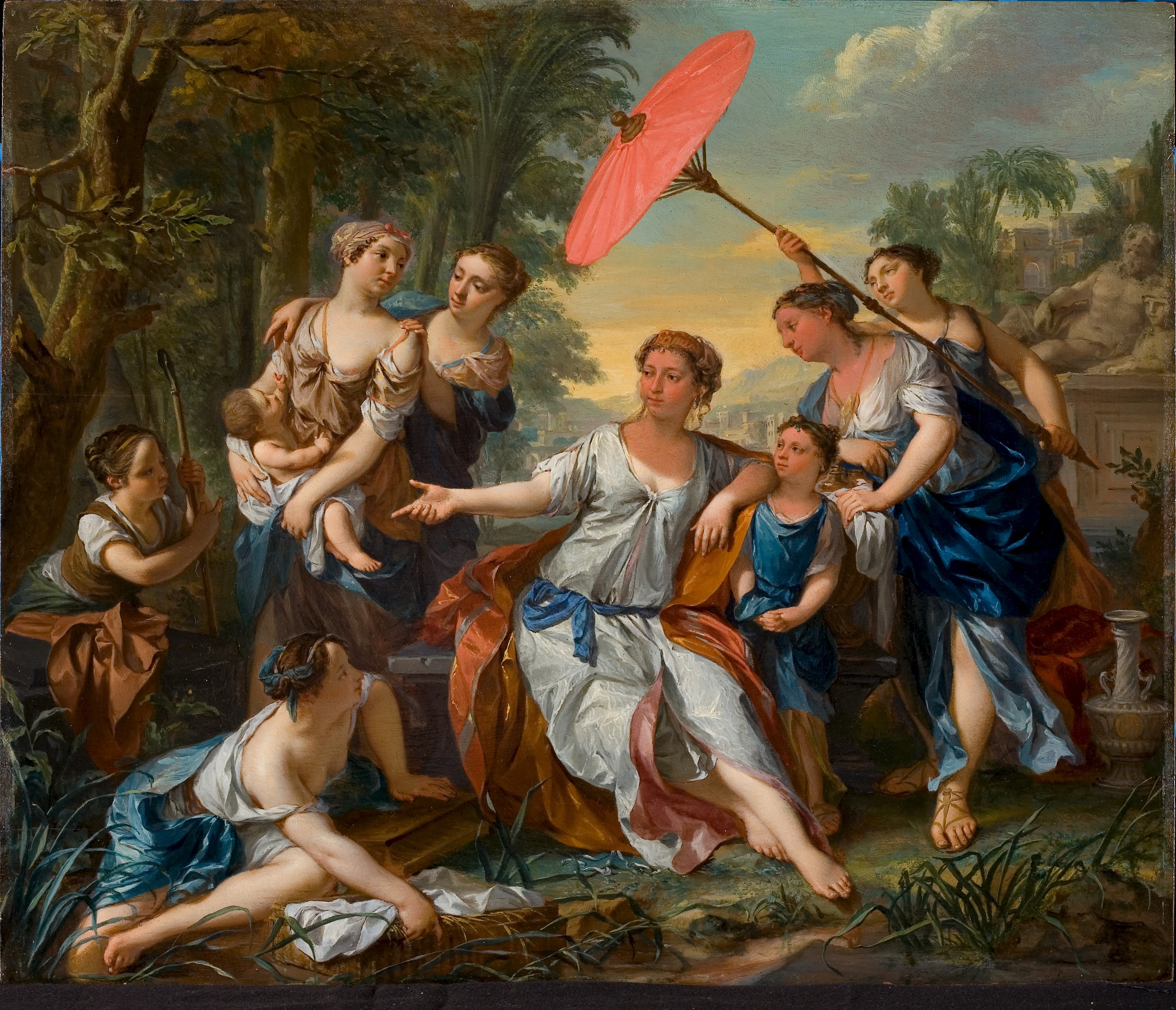
Дочь фараона находит Моисея. Государственный музей Твенте, Энсхеде, Нидерланды.
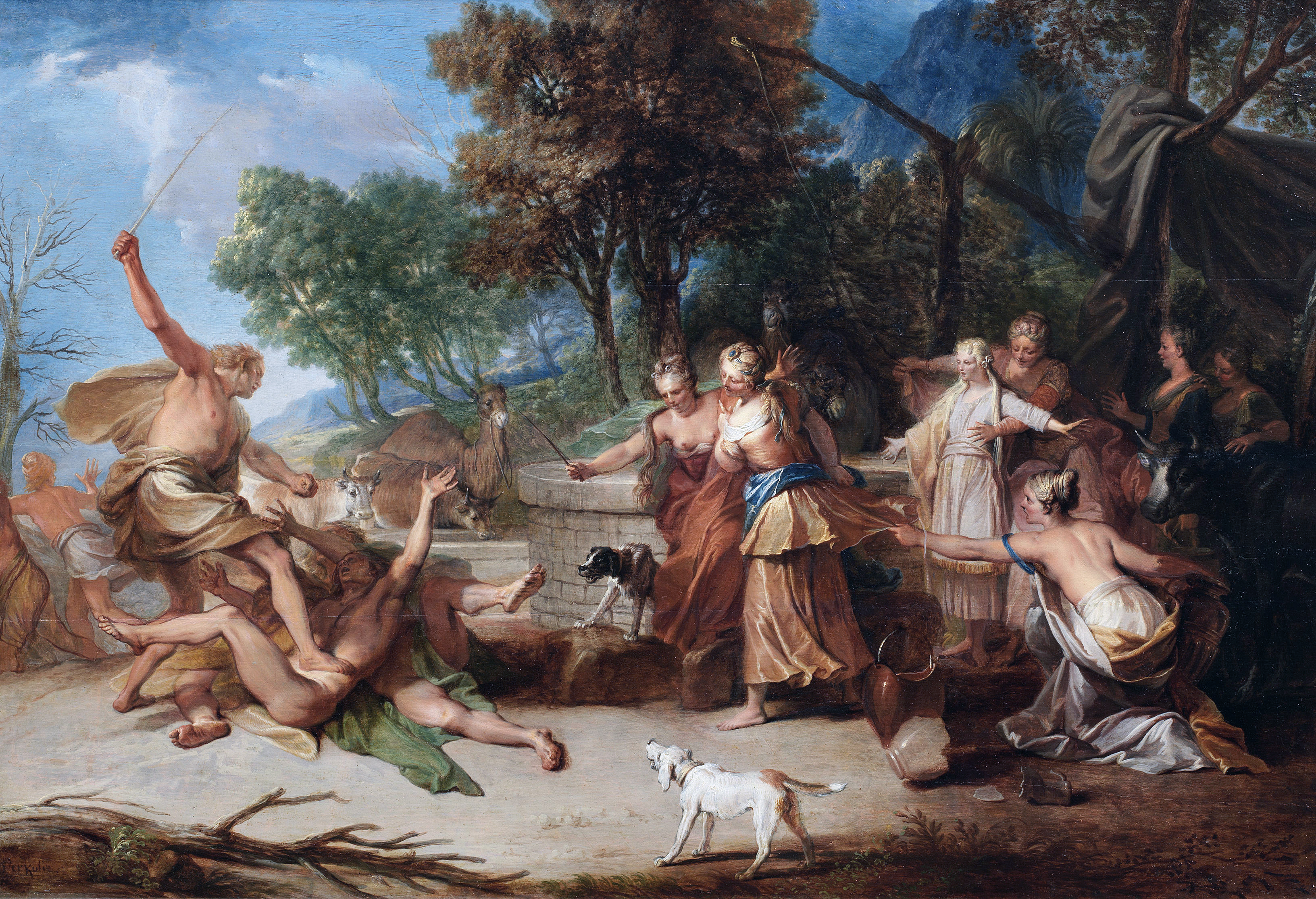
Моисей, защищающий дочерей Иофора. Частное собрание.
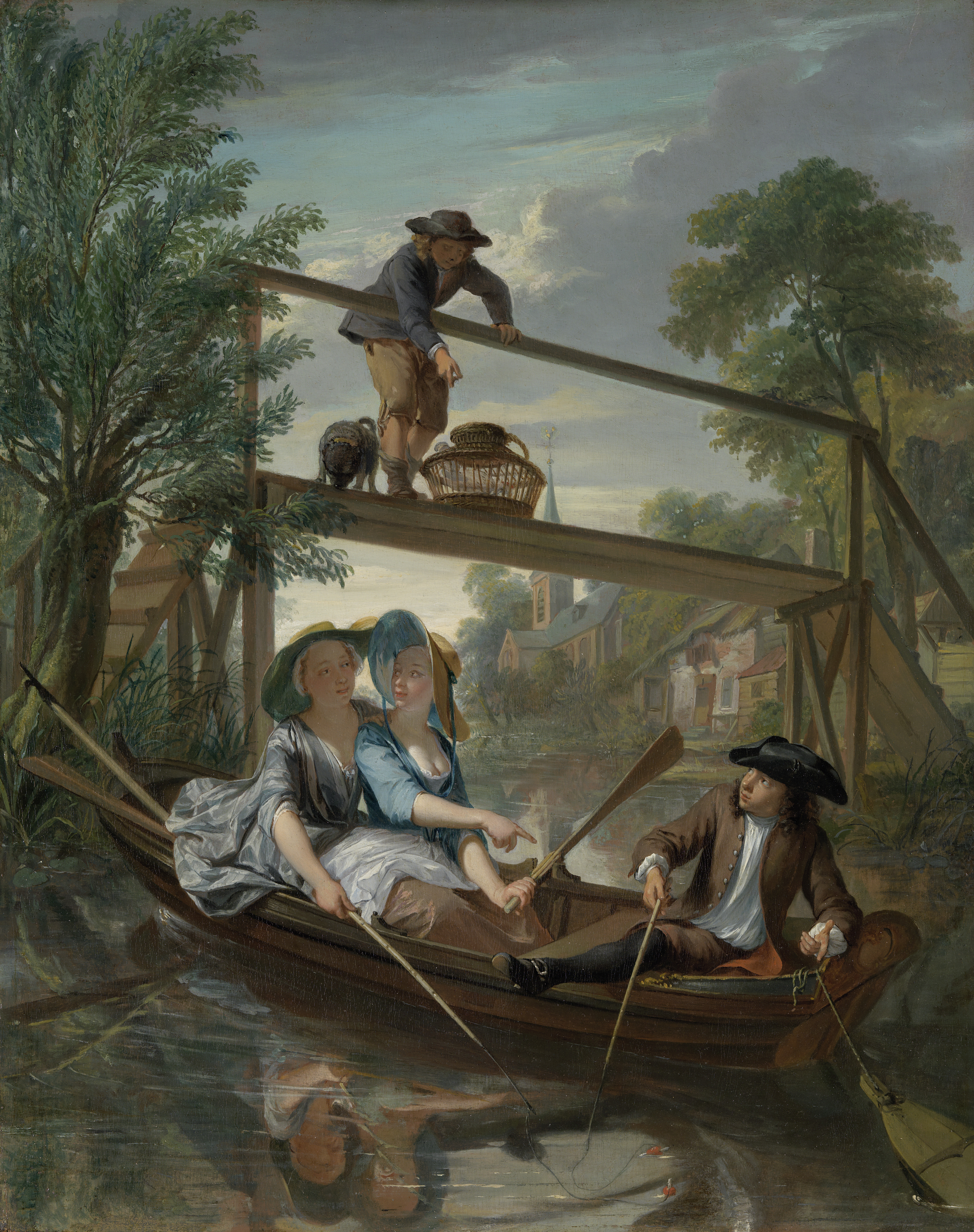
Рыболовы. Рейксмюсеум, Амстердам.
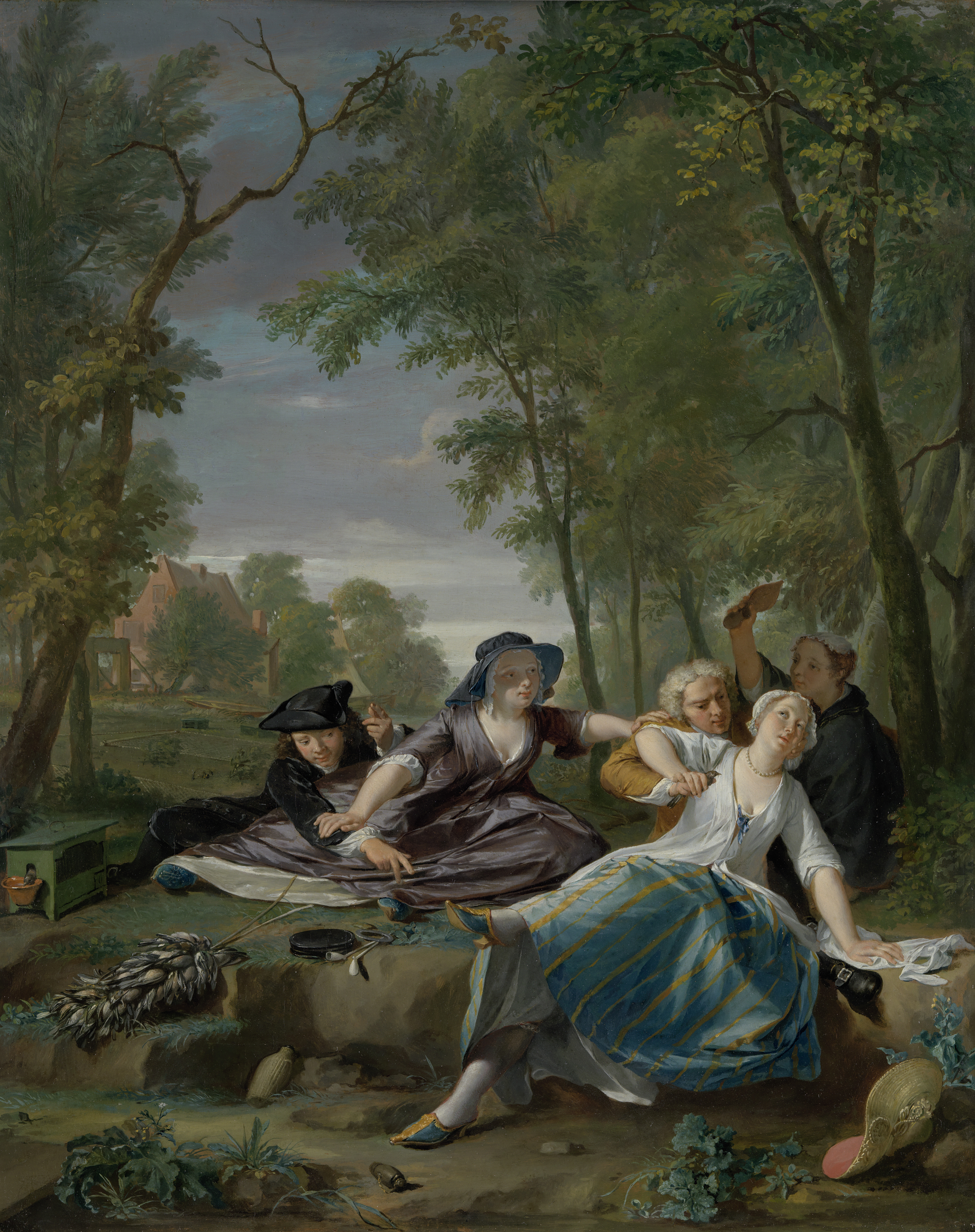
Птицеловы. Рейксмюсеум, Амстердам.
Аллегория процветания Голландской Ост-Индской компании. Рейксмюсеум, Амстердам.
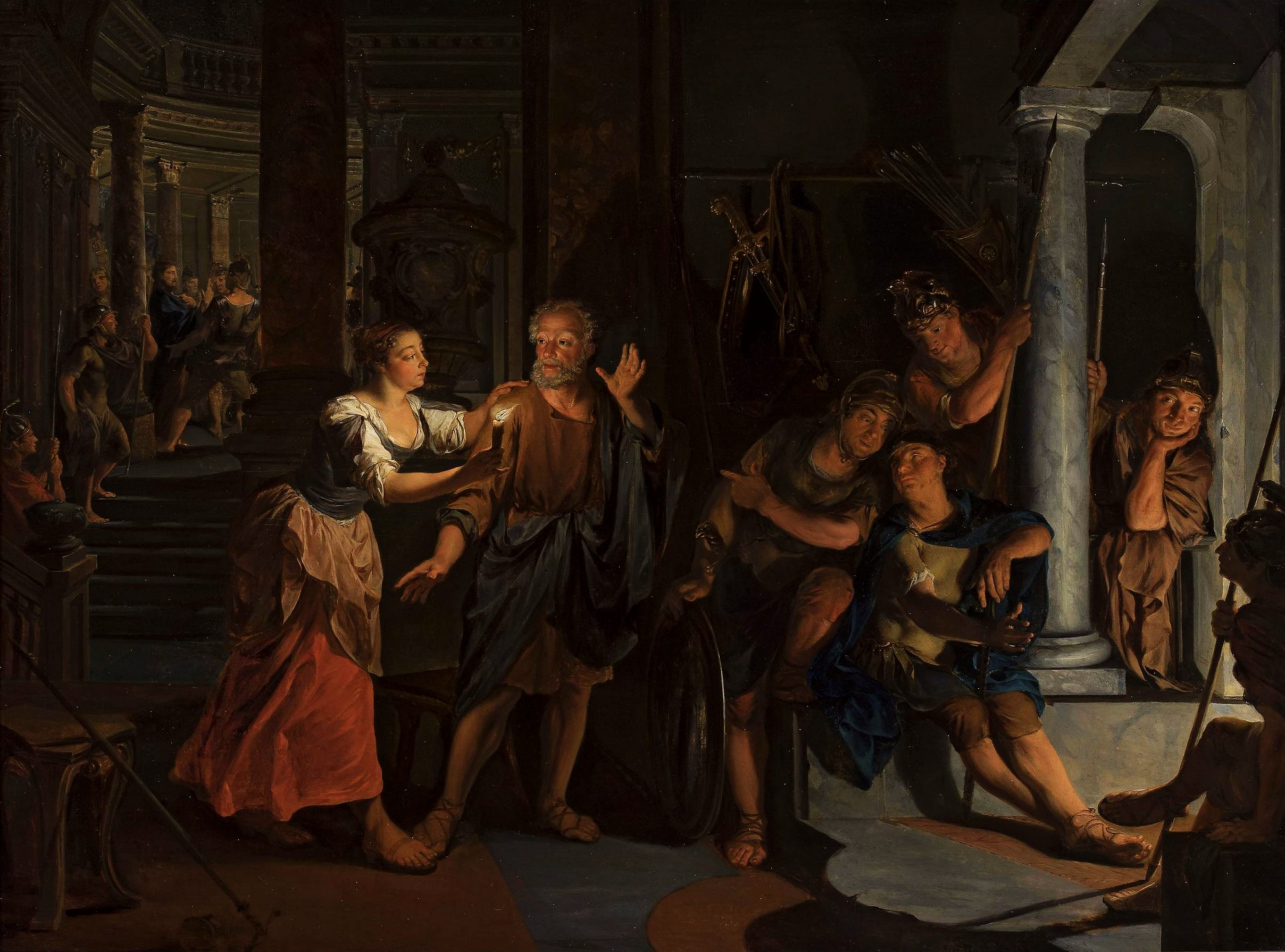
Отречение святого Петра. Национальный музей в Варшаве (запасники).
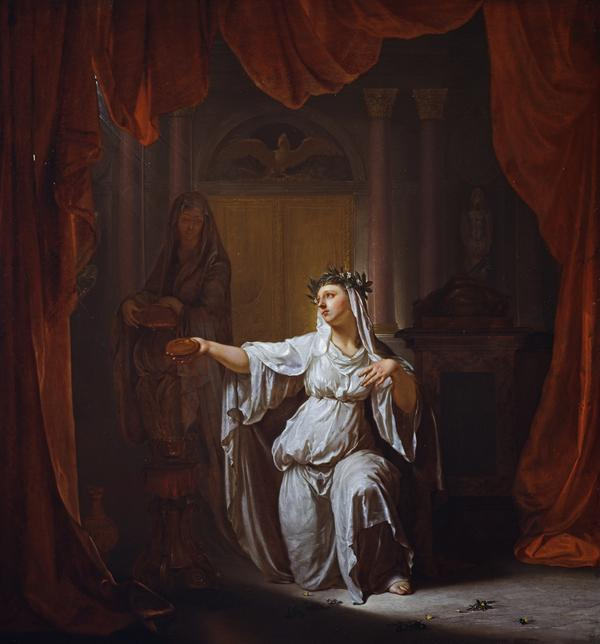
Две весталки. Национальные галереи Шотландии.